# Reginaldo de Lizárraga
Reginaldo de Lizárraga, OP (1535 – 10 de novembro de 1609) foi um prelado católico romano que serviu como bispo do Paraguai (1609) e bispo de Concepción no Chile (1598–1609).

## Biografia
Reginaldo de Lizárraga nasceu em Lizarraga, Espanha e foi ordenado sacerdote na Ordem dos Pregadores. No dia 31 de agosto de 1598, foi confirmado como Bispo de Concepción e empossado em dezembro de 1602. A 24 de outubro de 1599, foi consagrado bispo por Toribio Alfonso de Mogrovejo, Arcebispo de Lima. No dia 20 de julho de 1609, foi nomeado durante o papado de Paulo V como Bispo do Paraguai. Serviu como bispo do Paraguai até à sua morte a 10 de novembro de 1609.